# Hermann von Sperber
Hermann von Sperber (* 5. März 1840 auf Sommerau, Kreis Ragnit; † 12. Oktober 1908) war ein deutscher Rittergutsbesitzer und Parlamentarier.

## Herkunft
Seine Eltern waren der Politiker Eugen von Sperber (1808–1879) und dessen Ehefrau Emilie Donalitius (1816–1876). Auch sein Bruder Albert (1836–1889) war Mitglied des Reichstages.

## Leben
Hermann von Sperber studierte an der Albertus-Universität Königsberg und der Ruprecht-Karls-Universität Heidelberg. 1860 wurde er Mitglied des Corps Litthuania. 1861 schloss er sich dem Corps Saxo-Borussia Heidelberg an. Nach dem Studium wurde er Besitzer des Rittergutes Gerskullen.
Von 1890 bis zu seinem Tod 1908 war von Sperber Mitglied des Preußischen Herrenhauses.

## Familie
Sperber heiratete  auf Trakehnen Asta Elise Wilhelmine von Dassel (* 22. Juni 1852). Das Paar hatte mehrere Kinder:
- Asta Emilie Martha Elisabeth (* 17. Juni 1875) ⚭ 1896 Alfred von Larisch (* 20. Oktober 1856; † 20. März 1952), Generalleutnant
- Gustav Hermann Albert Eugen (* 15. Juni 1877), Herr auf auf Grauden mit Dasselhöhe ⚭ 1906 Else Bertha Minna Helene von Boddien (* 14. August 1881; † 27. August 1977)
- Elisabeth Asta Elma Erika (* 20. November 1879) ⚭ 1903 Bodo von Alt-Stutterheim, Herr auf Koppershagen
- Hanno Werner Rudolf Erich (* 17. April 1881; † 2. April 1914), Gefallen bei Suwalki, Herr auf Sommerau ⚭ 1909 Editha Schulze-Nickel (* 30. Mai 1883)
- Asta Elisabeth Luise Erna (* 6. März 1892; † Februar 1945) ⚭ 1911 Freiherr Friedrich Otto Günther von Mirbach (* 15. August 1876; † Februar 1945)